# Ferdinand Beyer
Ferdinand Beyer (25. července 1803 Querfurt – 14. května 1863 Mohuč) byl německý klavírista, skladatel a hudební pedagog.

## Život
Ve své době byl znám jako autor salonních skladeb lehčího žánru a klavírních úprav populárních orchestrálních a operních skladeb jiných autorů. Světovou proslulost mu zajistila klavírní škola pro začátečníky: Vorschule im Klavierspiel, op. 101, která vyšla v nakladatelství Schott (Schott Music GmbH & Co. KG) v Mohuči roku 1850 a se rychle rozšířila jako základní učebnice klavírní hry po celém světě. Její předností (kromě promyšleného metodického postupu) bylo i to, že vycházela z melodiky lidových písní a proto byla vydávána v mnoha národních úpravách, které využívaly folklóru té, které země. Autorem nejznámější české úpravy je skladatel Jindřich Máslo a statisíce mladých českých klavíristů ji zná jako Přípravnou školu hry klavírní. Prvky této školy se objevují i v nejmodernějších učebnicích, jako je např. Klavírní škola pro začátečníky autorů Zdenky Böhmové, Arnoštky Grünfeldové a Aloise Sarauera (Editio Bärenreiter 2015)

## Hlavní díla
- Rakoczy-Marsch, op. 24

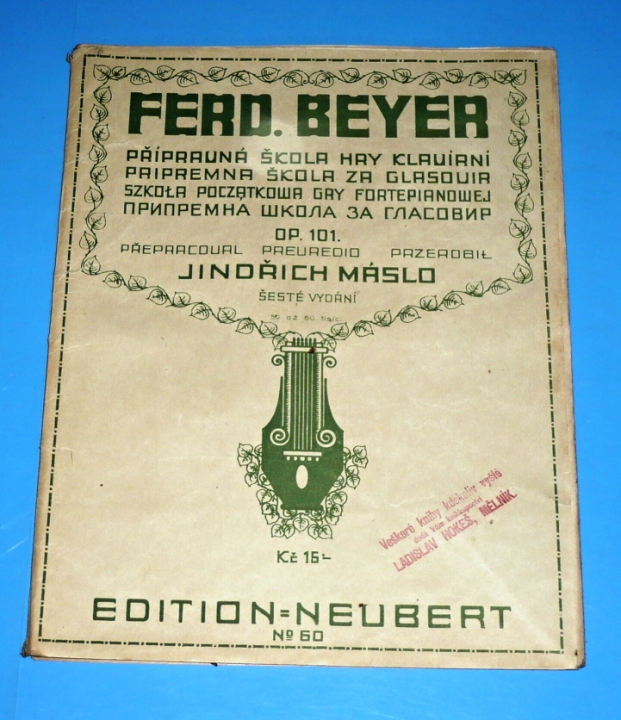
České vydání Přípravné školy hry klavírní, op. 101 v úpravě Jindřicha Másla.

- Répertoire des jeunes pianistes, op. 36
- 2 Fantaisies brillantes, op. 94
- 8 Airs populaires américains en Rondinettos, op. 95
- 2 Etudes Mélodiques, op. 98
- Hommage à la Russie, op. 100
- Vorschule im Klavierspiel, op. 101
- Bluettes du nord, op. 103
- Revue mélodique, op. 112

Seznam dalších děl Ferdinanda Beyera je zde.